# Alexander Jakowlewitsch Rosenbaum

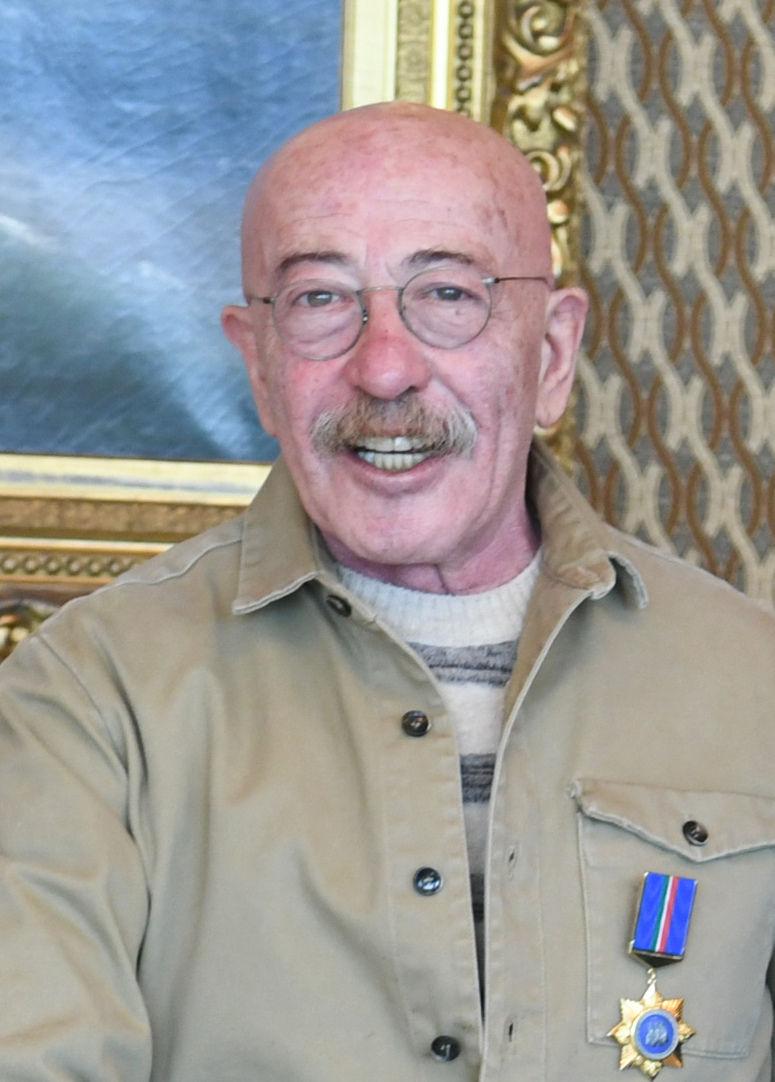
Alexander Rosenbaum

Alexander Jakowlewitsch Rosenbaum oder Rozenbaum (russisch Александр Яковлевич Розенбаум, wiss. Transliteration Aleksandr Jakovlevič Rozenbaum; * 13. September 1951 in Leningrad) ist ein russischer Chansonsänger.

## Leben
Die Eltern von Alexander Rosenbaum schlossen 1952 ihr Studium an der medizinischen Universität ab. Die Familie zog nach Ostkasachstan in eine kleine Stadt mit dem Namen Syrjanowsk, wo der Vater schnell zum Chefarzt aufstieg. Dort wurde auch der Bruder Wladimir Rosenbaum geboren. Mit 5 Jahren besuchte Alexander eine Musikschule und lernte dort Violine spielen. Später zog die Familie Rosenbaum wieder zurück nach Leningrad.
Der Nachbar von Alexanders Großmutter, Michail Alexandrowitsch Minin (russisch Михаил Александрович  Минин), brachte Alexander die ersten Akkorde bei. Mit etwa 16 Jahren begann Alexander seine ersten Gedichte zum Thema Schule und Heim zu schreiben und brachte mit seinem Humor seine Mitschüler zum Lachen. Er hörte und sang dann auch selbst Lieder von Wladimir Wyssozki und Bulat Okudschawa und auch verbotene Lieder von Alexander Galitsch.
1968 wurde Alexander an der medizinischen Hochschule immatrikuliert, dort sang er seine Gedichte seinen Kommilitonen vor. Schon im ersten Semester gab Alexander Konzerte im örtlichen Kulturhaus und wurde dafür mit einem Preis ausgezeichnet.
Astigmatismus und seine Kurzsichtigkeit erlaubten es Alexander nicht, in die Armee einzutreten – stattdessen wurde er in die postoperative Abteilung zu Schlimmstverletzten versetzt.
Die erste Ehe Alexanders dauerte nur 9 Monate. Ein Jahr nach der Scheidung heiratete er Jelena Sawschinskaja, eine Mitstudentin derselben medizinischen Hochschule, an der auch Alexander studierte. Nach einiger Zeit bekam die Familie Rosenbaum Nachwuchs, eine Tochter mit dem Namen Anna. 1974 bestand er das Staatsexamen mit Auszeichnung. Seine Spezialgebiete waren Anästhesie und Reanimation. Er arbeitete ab diesem Zeitpunkt fünf Jahre lang als Arzt in der Notfallmedizin. Während dieser Zeit besuchte er abends eine Jazzschule, welche er auch abschloss.

## Karriere auf der Bühne
Den Anfang seiner Solokarriere kann man auf den 14. Oktober 1983 datieren. Er sang vor einem Publikum im Haus der Kultur des MWD. Während seiner 23 Jahre auf der Bühne schrieb Rosenbaum über 480 Lieder und Gedichte und nahm fast 100 Alben auf, teils mit mehr als 15 Liedern pro Album. Ein Lied, welches sich auf einem Album befindet, konnte einige Jahre später auf einem neuen Album einen Platz finden. Jedoch erhielt ein Lied verschiedene musikalische Interpretationen. Aus diesem Grund existieren dieselben Lieder in bis zu acht verschiedenen Versionen.
Auf der Bühne spielt er meist solo auf einer 12-saitigen Gitarre in Offener G-Stimmung oder einem Klavier.
In Russland wird Alexander Rosenbaum sehr geschätzt und ist als einer der wenigen Vertreter des
Russischen Chansons ständiger Gast der großen Neujahrsshows im Fernsehen, die sonst fast ausschließlich Künstlern aus dem Pop-Bereich vorbehalten sind. Zudem ist er auch einer der wenigen, die nicht zum Playback mimen, sondern praktisch immer live singen.
Während seiner Karriere trat Alexander Rosenbaum weltweit auf, vor allem in der ehemaligen Sowjetunion (u. a. Ukraine, Belarus, Kasachstan), in Deutschland und in den Vereinigten Staaten.
Schon seit den 1980er Jahren werden auf dem Gebiet der ehemaligen Sowjetunion viele Lieder Alexander Rosenbaums häufig von Hobby-Sängern im privaten Kreis der Freunde oder Familie wie Volkslieder gesungen. Einige seiner Werke erreichten Kult-Status. Aber auch eine Reihe anderer Interpreten des Russischen Chansons und der Pop-Szene haben mit ihren Versionen der Lieder Alexander Rosenbaums große Erfolge verbucht. Ein bekanntes Beispiel ist Michail Schufutinski, der Rosenbaum ganze Alben widmete.

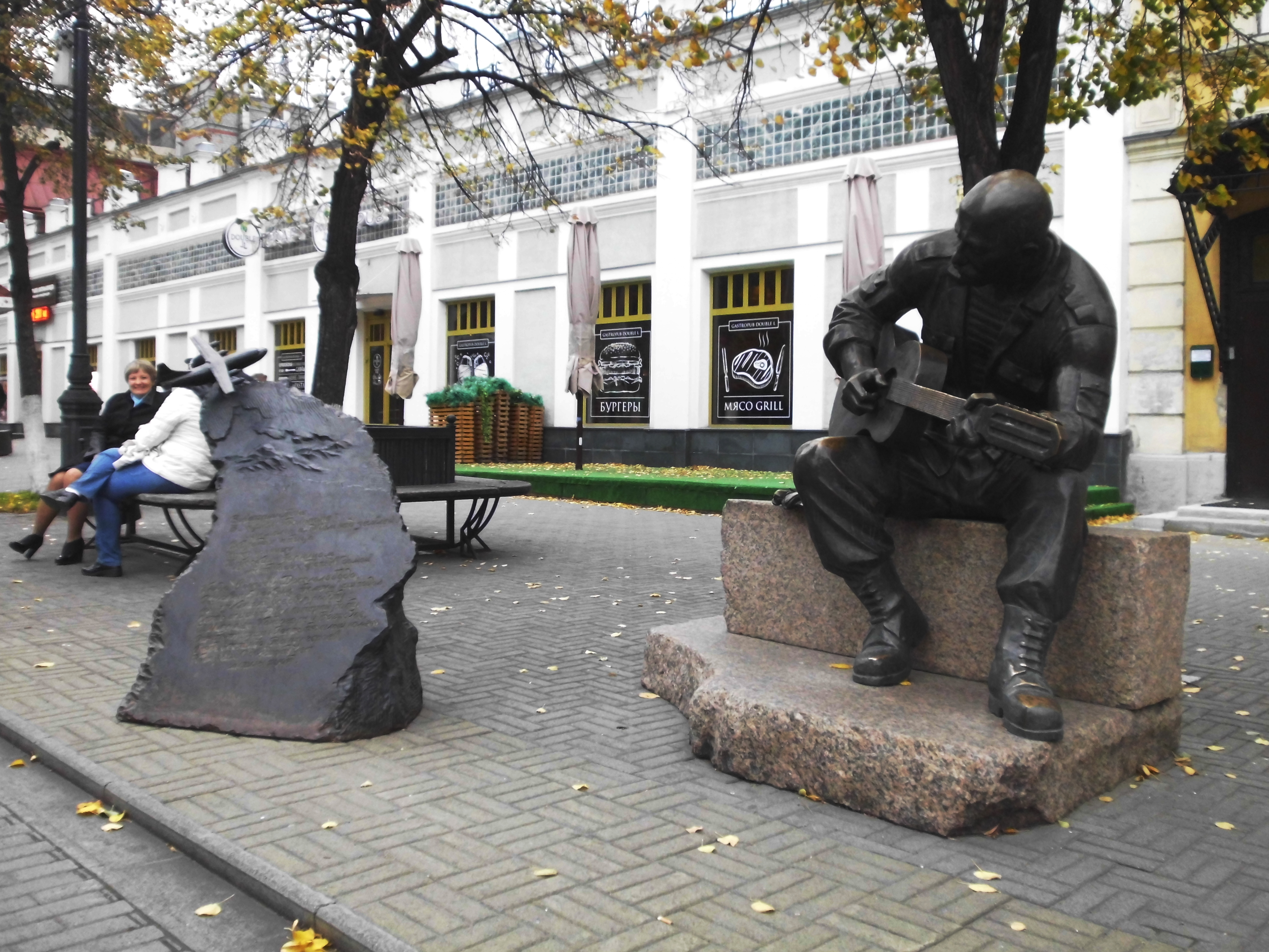
Tscheljabinsk, Mahnmal Schwarze Tulpe mit Flugzeug und Skulptur von Rosenbaum

Rosenbaum besuchte während des Afghanistan-Krieges mehrfach sowjetische Armeeangehörige. Neben seiner Aufgabe der Truppenunterhaltung begleitete er auch Soldaten durch das Kampfgebiet. Dabei half er eines Tages beim Beladen eines Transportflugzeuges mit Kisten der Aufschrift Fracht 200. Diese Begebenheit bewegte Rosenbaum tief; die Erfahrung verarbeitete er im Chanson Schwarze Tulpe (Tschorny Tjulpan), in Anspielung auf die Slangbezeichnung für das Transportflugzeug Antonow An-12. Rosenbaum hat sich nach dem russischen Überfall auf die Ukraine im Jahr 2022 mehrfach öffentlich mit der Politik des russischen Präsidenten Wladimir Putin solidarisiert und unterstützt die sogenannte „Spezialoperation“.

## Diskografie
Seine Alben, Lieder und Gedichte richten sich meist nach seinem jeweiligen Lebensabschnitt. Das letzte Album „Ich sehe Licht“ (Я вижу свет) wurde nach dem Tod seines Bruders aufgenommen, welcher 2 Monate auf der Intensivstation lag und im Juli 2005 verstarb. Viele seiner Lieder handeln von seinem Bruder. Da Alexander der Tod seines Bruders sehr traf, befindet sich auf dem neuen Album „Ich sehe Licht“ auch ein Abschiedslied mit dem Titel „Verzeih mir“.
Alben (Auswahl)
- 1993: Gop-Stop (Гоп-стоп)
- 1994: Nostalgie (Ностальгия)
- 1995: Rosa Perlen (Розовый жемчуг)
- 1996: Auf den Plantagen der Liebe (На плантациях любви)
- 1996: Konzert zum Geburtstag (Концерт в день рождения)
- 1997: Rückkehr nach Argo (Возвращение на Арго)
- 1997: Hitze im Juli (Июльская жара)
- 1997: Beste Lieder (Лучшие песни)
- 1999: Transsibirische Eisenbahn (Транссибирская магистраль)
- 2001: Einsamer Wolf (Одинокий волк)
- 2001: Echter Soldat (Настоящий солдат)
- 2001: Alte Gitarre (Старая гитара)
- 2003: Ich liebe die Rückkehr in meine Stadt… (Я люблю возвращаться в свой город…)
- 2003: Komisches Leben (Странная жизнь)
- 2005: Ich sehe Licht (Я вижу свет)
- 2007: Попутчики
- 2009: Мечта Блатного Поэта
- 2010: Рубашка Нараспашку
- 2011: Берега Чистого Братства (mit Grigori Leps)
- 2015: Метафизика
- 2018: Симбиоз
- 2020: Ритм Лю Блюз
- 2023: Вдребезги

Zudem konnte er seine Lieder kategorisieren und brachte die bekanntesten Lieder auf Alben unter, welche als die „Philosophie-Serie“ bekannt sind:
- 1. Philosophie des Kriegs („Философия войны“)
- 2. Philosophie des Willens („Философия воли“)
- 3. Philosophie der Stadt („Философия Города“)
- 4. Philosophie der Gewalt („Философия насилия“)
- 5. Philosophie der Liebe („Философия любви“)
- 6. Philosophie des Handwerks („Философия ремесла“)
- 7. Philosophie der Moral („Философия морали“)
- 8. Philosophie der Einsamkeit („Философия одиночества“)
- 9. Philosophie der Erinnerung („Философия воспоминания“)
- 10. Philosophie der Beziehung („Философия отношения“)
- 11. Philosophie des Schicksals („Философия судьбы“)
- 12. Philosophie der Straße („Философия улицы“)

Weitere Lieder
- 1983: Извозчик
- 1987: Вальс-Бостон (in Anlehnung an den Boston Waltz)
- 1987: Налетела Грусть
- 1996: Ау
- 2016: Любовь На Бис! (mit Zara)